# Efekt dimnjaka
Efekt dimnjaka označava pojavu koja uzrokuje strujanje toplijeg zraka prema gore. Razlog te pojave je razlika u temperaturi između unutrašnjosti i vanjskog okoliša.
Vatra kao izvor topline zagrijava zrak. Topli zrak ima manju gustoću od hladnog zraka. Zato se topli zrak diže iznad izvora topline i izlazi kroz dimnjak. Ovo stvara vakuum koji se nadoknađuje dolaskom svježeg zraka što uključuje i svježi kisik koji održava vatru. 
Učinci efekta dimnjaka u većem mjerilu su primjerice vatrene stihije.

## Vanjske poveznice
- Moja energija.hr  Arhivirana inačica izvorne stranice od 24. siječnja 2010. (Wayback Machine)
- gradimo.hr  Arhivirana inačica izvorne stranice od 6. listopada 2009. (Wayback Machine)